# Массімо Ості
Массімо Ості (1944 – 2005) — італійський інженер швейних виробів та дизайнер, найбільш відомий як засновник брендів Stone Island та C.P. Company. Продукція Ості являла собою поєднання власних інновацій та дизайнерських ідей, які він отримав, вивчаючи військовий, робочий та спортивний одяг.

## Ранні роки
Массімо Ості народився в місті Болонья, в Італії. Був графічним дизайнером і працював у рекламному бізнесі. Його кар'єра в модній індустрії почалася на початку 1970-х, коли він створив колекцію футболок із розміщеними на ній принтами. Він першим застосував нові методики, такі як чотириколірний друк в шовкографії, які використовуються для виготовлення текстильних виробів і до наших часів. Після успіху цієї першої колекції футболок він прийняв пропозицію створити повну колекцію для чоловіків і засновав бренд, який він назвав «Chester Perry» (пізніше перейменований на «C.P. Company»).

## 1980-ті
У цей період Ості заклав основу своєї творчої філософії, повністю заснованої на експериментах. Перше нововведення у швейній промисловості, - це фарбування одягу, процес, який зробив революцію в цій галузі Почав виробляти водонепроникні, мембранні тканини на основі полімерів, ґрунтувався на концепції різних матеріалів у готовому одязі, що по-різному реагують на ту саму барвну ванну. Ості виявив, що фарбування одягу створює різні цікаві ефекти та забарвлення. Саме ця техніка фарбування стала типовою для C.P.Company. У 1981 році він запустив новий бренд "Boneville" паралельно працюючи на новими колекціями CP Company та CP Company Baby. 
у 1982 постійні дослідження, та розробки техніки обробки матеріалів дали початок ще одній лінії одягу під назвою: Stone Island. 
Перша колекція була повністю виготовлена з нової революційної тканини, надихув його вже існуючий  брезенти, який використовували водії вантажівок. Вигляд цієї високостійкої, двоколірної, оборотної тканини було отримано за допомогою технології "прання з камінням"
Ця нова колекція була настільки успішною, що розпродавалась протягом 10 днів.
У 1984 році Ості продав 50% своїх акцій компанії CP (Карло Ріветті), власнику GFT, але залишився її президентом.  Він та його команда присвятили себе розробці нових технологій та виготовленню нових колекцій.
У 1985 році він став редактором журналу CP, надзвичайно великого журналу, формату каталог, який продавався на газетних стендах. В ньому були представлені фотографії всіх моделей одягу в колекціях компанії. Тираж у 40 000 примірників на колекцію довів, що цей незвичайний рекламний інструмент справді був ефективним. Це розпочало тенденцію, за якою згодом будуть слідувати багато інших компаній галузі.
1987 рік був важливим роком у кар’єрі Ості. Він винайшов і представив Гумовий льон і  Гумову вовну - матеріал з вовни з тонким гумовим покриттям.  Гума зробила матеріали водонепроникними, покращила їх стійкість і додала абсолютно нового вигляду та почуття одяг на тілі. Того ж року Ості вперше експериментував з матовою вовною. Сьогодні всі компанії використовують цей процес обробки вовни, який Ості винайшов у 1987 році.
У цей рік також збула розроблена куртка Ice Jacket. У співпраці з ITS, Ості використовував найсучасніші технологічні дослідження, щоб створити цю нову тканину, яка змінила колір за рахунок температурних перепадів. Того ж року його постійне прагнення експериментувати Массімо Ості запросило представити італійську індустрію одягу на заході, присвяченому 750-річчю заснування Берліна, 150-річчю виробництва текстилю та власному 15-му році в бізнесі. З цієї нагоди в приміщенні рейхстагу в Берліні відбувся виставку.
У 1988 році проекти Массімо Ості розробили новий проект спільно з  Mille Miglia. Компанія також почала проект спільно з Rainforest Foundation, який керував Стінг] та Раоні, керівник плем'я Каяпо в Амазонії, метою якого було підвищити обізнаність у всьому світі щодо вирубки лісів в Амазонських тропічних лісах.

## 1990-ті
1991 рік відзначився відкриттям магазину CP в історичній будівлі Флетайрон-білдінг, плюс випуск ще однієї знакової колекц під брендом Stone Island: світловідбиваючої куртки. Цей піджак був виготовлений з інноваційного матеріалу, який став плодом технологічних досліджень, проведених у Японії. Матеріал поєднував водонепроникну тканину з дуже тонким шаром скла, мікросферами, що відображало навіть найслабші джерела світла з дивовижною ефективністю.
У 1993 році партнерство з Allegri породило Left Hand. Цей новий бренд характеризувався ще одним ексклюзивним матеріалом, нетканим полотном, виготовленим із пресованих поліестеру та Нейлону волокон, які, як повсть , може використовуватися з необробленим крайовим зшиванням. 
Того ж року Ості також продав всі 100% акцій компанії «CP» своєму колишньому партнеру Карло Ріветті. Наступного року Osti заснував Massimo Osti Production, компанію, яка отримала б користь від досвіду та успіхів, накопичених завдяки 20-річним отехнічним інноваціям. 
У 1995 році була запущена лінія ST 95, а в 1996 році Osti розпочала співпрацю з Superga, яка полягала в розробці колекції одягу, що визначає зображення.
Всього через два роки в 1998 році була створена нова компанія з виробництва та розповсюдження бренду OM Project, спільно Frattini Group. Ця нова лінія одягу також характеризуватиметься використанням інноваційних тканин:
- Electric-j - високостійкий матеріал з поліефірних та мідних волокон
- Cool Cotton - природний вигляд якого походить від бавовняного компонента, а іншого -
- Cool max - порожнисте волокно, яке поглинає тілесну вологу і витікає назовні
- Mag Defender - полотно з поліефірних та вуглецевих волокон, високостійке переплетення якого захищає свого власника від магнітних полів
- Steel - це «міська броня», яка містить капронове полотно, сплетене скрученою бавовною та нержавіючою сталлю, що робить її високостійкою до порізів та розривів.

У 1999 році Массімо Ості розпочав співпрацю з компанією Dockers для розробки нової лінійки технічних штанів під назвою "спорядження для ніг". З технічних матеріалів, використаних у цій колекції, особливо виділялось сполучення Кевлару, його підвищена м'якість та функціональність зробили його відповідним застосуванню у виробництві одягу.

## 2000 – наш час
Серед останніх проектів Ості була лінія  ICD . 
Створений у 2000 році завдяки співпраці з Levi's, він запропонував широкий спектр високоефективного технічного верхнього одягу. Потім ця колекція була доповнена рядком  ICD +  ', який завдяки домовленості з Philips верхній одяг оснащений стільниковим телефоном, mp3-плеєром та супутніми навушниками та мікрофоном. підключений до самого одягу. Це був перший у світі комерційний приклад носіння технологій.
Массімо Ості помер у 2005 році, і його спадщина живе сьогодні через Massimo Osti Archive, текстильний архів, який включає 5000 одягу та понад 50 000 зразків тканини приблизно з 300 текстильних фабрик та компаній з обробки швейних виробів з усього світу.

## Інновації та розробки

### Чотиристоронній друк на тканині CMYK(1970)
Компанія, що базується на Болоньї, доручила Массімо Ості розробити футболки з друкованими виробами, чого він ніколи раніше не робив. У віці 25 років Ості був у тісному контакті з суспільними та мистецькими рухами того часу і глибоко усвідомлював зміни, що відбуваються в суспільстві. Під час своїх перших походів у світ моди, досвід Ості в рекламі змусив його використовувати свої графічні ноу-хау як вихідну точку для вирішення своїх перших проблем. "Для цих футболок я використовував процеси для друку на папері, щоб отримати готовий результат, такі прийоми, як шовкографія, чотирипроцесовий друк, фотореалістичні принти тощо. Це було вперше щось подібне це було зроблено в Італії.

### Фарбування одягу (1979)
"Я виявив, що два різні матеріали поглинають і по-різному реагують на барвник при одночасному фарбуванні, створюючи тим самим цікаві ефекти" тон-на-тон "." Це основа фарбування одягу - процес, який революціонізував всю галузь у той час, як через незвичний вигляд, який він виробляв, так і через значне зниження витрат, які він представляв.
"Основні характеристики": кожен одяг фарбується замість матеріалів, з яких вони виготовлені. Цікаві ефекти «тон-на-тон» та спрощення процесу фарбування.

### Brushed wool (1987)
Ості взяв цей спеціальний процес, який спочатку застосовувався на бавовні, і експериментував з ним на шерсті, поки він не вдосконалив процедуру за допомогою досліджень і не адаптував її спеціально до цього благородного волокна, революціонізуючи галузь.

### Rubber flax і rubber wool (1987)
Ці матеріали, створені Ості, стали дуже популярними в текстильній промисловості. Ці розробки були на основі традиційних тканин, такі як Лляна тканина та Вовна та надавали їм новий вигляд та фактуру, дозволяючи їм драпірувати та виглядати по-різному. Спеціальне гумове покриття не тільки покращило їх природні характеристики, але й надає підвищену функціональність, таку як стійкість до води та дозволяє їм залишатися пристосованими до моделей.
"Основні характеристики": класичні матеріали виглядали оновленими і по-новому відповідали на носіння; також вони стали більш стійкими до погодних умов.

### Ice jacket (1987)
Куртка, виготовлена з революційного матеріалу, який змінює колір при перепадах температури завдяки своєму особливому хімічному складу. "Крижана куртка" також відрізняється високою водонепроникністю та вітрозахистом.
Пізніше італійська дослідницька лабораторія з текстильної промисловості була виготовлена з інноваційної японської тканини та була впорядкована для роботи над термосенсетивною тканиною, а в наступному сезоні - одягом, виготовленим з більш темних, не таких яскравих кольорів. Пізніше було розроблено Ice camo.
"Основні характеристики": куртка змінює колір залежно від зміни температури, наприклад, жовто-зелений, білий-синій. Воскове гладке покриття.
"Ключовий елемент": Перша Ice jacket з'явилась в 1987 році

### Micro (1992)
Ця тканина вперше була представлена в колекції LEFT HAND і виготовлена з пресованих мікрофібри та нейлонових волокон. Пресування - це традиційна техніка, спочатку використовується для виготовлення паперу. Цей процес надає тканині чудову дихальну здатність та якість.
 Основні характеристики : натуральний вигляд оленячої шкіри, але тепліше.

### Thermojoint (1993)
Цей матеріал також використовувався в колекції LEFT HAND. Основними його характеристиками є повна стійкість до води та зносу та захист від радіаційного випромінювання до 80%.

### Technowool  (1995)
Вперше використане в колекції осінь/зима 1996 фірмою "Massimo Osti Production", це поєднання вовняної та нейлонової трикотажної тканини зносостійке і зберігає повітропроникність, природність та довговічність вовни.

## Колекції
- Chester Perry (1971–77)
- C.P. Baby (1978–93)
- C.P. Company (1978–94)
- Boneville (1981–93)
- Stone Island (1982–95)
- C.P. Collection (1987–91)
- Left Hand (1993–99)
- Valdemarca (1994–95)
- Production (1995–98)
- St 95 (1996–98)
- Superga (1997–98)
- Equip. For Legs (1999–2000)
- Om Project (1999)
- Icd/Icd+ (2000)
- Mo Double Use (2003–05)
- Alterego (2004–05)
- Ma.strum (2008)